# Dubai Tour 2016
Dubai Tour 2016 var den 3. udgave af cykelløbet Dubai Tour. Løbet var en del af UCI Asia Tour-kalenderen og blev arrangeret i perioden 3. til 6. februar 2016. Løbet blev vundet samlet af Marcel Kittel fra Etixx-Quick Step.

## Hold og ryttere
| UCI WorldTeams (10)- Astana - BMC Racing Team - Dimension Data - Etixx-Quick Step - Giant-Alpecin - Lampre-Merida - Movistar Team - Sky - Tinkoff - Trek-Segafredo UCI Professionelle kontinentalthold (3)- CCC Sprandi Polkowice - Team Novo Nordisk - ONE Pro Cycling UCI Kontinentalhold (3)- Al Nasr-Dubai - Skydive Dubai-Al Ahli Club - Wiggins |
| |

### Danske ryttere
- Sebastian Lander kørte for ONE Pro Cycling
- Martin Mortensen kørte for ONE Pro Cycling

## Etaperne
| Etape    | Dato    | Start – Mål      | type          | Afstand (km) | Etapevinder      | Førende rytter  |
| -------- | ------- | ---------------- | ------------- | ------------ | ---------------- | --------------- |
| 1. etape | 3. feb. | Dubai – Fujairah | flad etape    | 173          | Marcel Kittel    | Marcel Kittel   |
| 2. etape | 4. feb. | Dubai – Dubai    | flad etape    | 183          | Elia Viviani     | Elia Viviani    |
| 3. etape | 5. feb. | Dubai – Hatta    | kuperet etape | 172          | Juan José Lobato | Giacomo Nizzolo |
| 4. etape | 6. feb. | Dubai – Dubai    | flad etape    | 137          | Marcel Kittel    | Marcel Kittel   |

## Trøjernes fordeling gennem løbet
| Etape  | Etapevinder      | Førertrøjen ·   | Pointtrøjen ·   | Sprinttrøjen ·     | Ungdomstrøjen · |
| ------ | ---------------- | --------------- | --------------- | ------------------ | --------------- |
| 1      | Marcel Kittel    | Marcel Kittel   | Marcel Kittel   | Soufiane Haddi     | Soufiane Haddi  |
| 2      | Elia Viviani     | Elia Viviani    | Elia Viviani    | Marcin Białobłocki | Soufiane Haddi  |
| 3      | Juan José Lobato | Giacomo Nizzolo | Giacomo Nizzolo | Marcin Białobłocki | Soufiane Haddi  |
| 4      | Marcel Kittel    | Marcel Kittel   | Marcel Kittel   | Marcin Białobłocki | Soufiane Haddi  |
| Samlet | Samlet           | Marcel Kittel   | Marcel Kittel   | Marcin Białobłocki | Soufiane Haddi  |

## Resultater
| Nr. | Rytter                  | Hold                                        | Tid      |
| --- | ----------------------- | ------------------------------------------- | -------- |
| 1   | Marcel Kittel (GER)     | Etixx-Quick Step                            | 14:46.54 |
| 2   | Giacomo Nizzolo (ITA)   | Trek-Segafredo                              | + 4      |
| 3   | Juan José Lobato (ESP)  | Movistar Team                               | + 6      |
| 4   | Silvan Dillier (SUI)    | BMC Racing Team                             | + 16     |
| 5   | Gorka Izagirre (ESP)    | Movistar Team                               | + 23     |
| 6   | Philippe Gilbert (BEL)  | BMC Racing Team                             | + 25     |
| 7   | Fabian Cancellara (SUI) | Trek-Segafredo                              | + 25     |
| 8   | Daniele Bennati (ITA)   | Tinkoff                                     | + 28     |
| 9   | Davide Rebellin (ITA)   | CCC Sprandi Polkowice                       | + 28     |
| 10  | Soufiane Haddi (MAR)    | Skydive Dubai Pro Cycling Team-Al Ahli Club | + 29     |